# George Henry Law
Pour les articles homonymes, voir Law.
George Henry Law (12 septembre 1761 - 22 septembre 1845) est évêque de Chester (1812) puis, à partir de 1824, évêque de Bath et Wells.

## Biographie
Né à la loge de Peterhouse, Cambridge, dont son père Edmund Law (qui devient plus tard évêque de Carlisle) est le maître, Law fait ses études à la Charterhouse School et au Queens' College, Cambridge, où il est deuxième wrangler. Son principal titre de gloire est la manière dont il introduit un système de formation systématique et rigoureux pour les curés.
Il fonde un collège théologique à St Bees en Cumbria. Il y avait autrefois un monastère à St Bees, mais depuis la dissolution en 1539, de nombreux bâtiments monastiques avaient disparu et le chœur était sans toit lorsque l'évêque Law visite Whitehaven en 1816. Il manque de bon clergé pour le diocèse, qui comprend le Lancashire, et est à l'époque le moteur de la révolution industrielle. La croissance de la population qui en résulte augmente la demande d'ecclésiastiques. Jusqu'au collège Bishop Law, la formation du clergé est aléatoire. La plupart sont ordonnés sur la base d'un diplôme d'Oxford ou de Cambridge, tandis que certains sont ordonnés après l'instruction individuelle d'un membre du clergé. Le clergé résultant est variable et ne répond pas à une norme fiable. Lorsque Law visite Whitehaven et rencontre l'influente famille Lowther et qu'ils acceptent de payer pour la restauration du choeur d'un nouveau collège théologique, il accepte l'offre. L'accord permet à Law de nommer le nouveau vicaire de St Bees et principal du Collège, contrairement à la pratique du patronage à l'époque, et c'est ainsi que le Collège théologique de St Bees est né. C'est le premier établissement de formation théologique de l'Église anglicane en dehors d'Oxford ou de Cambridge.
Les Lowther n'ont pas agi par pure générosité. Ils tiennent à améliorer leur image publique après avoir été accusés d'avoir acquis les droits miniers de Whitehaven pour une somme dérisoire à l'école St Bees, et sont également soupçonnés d'avoir tenté de garder le silence sur l'affaire en organisant le limogeage du directeur.

## Famille
Law est le frère cadet de l'évêque John Law (1745-1810), du député Ewan Law (1747-1829), du Lord Chief Justice Lord Ellenborough (1750-1818) et de Thomas Law (1756-1834), un investisseur immobilier à Washington.
Le 13 juillet 1784, Law épouse Jane Adeane, fille du général James Whorwood Adeane. Ils ont les enfants suivants :
- Anna Law (1786-1832)
- Joanna Law (1787-1848), épouse le député Alexander Powell[3]
- Augusta Law (1789-1822), épouse le révérend James Slade (en)
- James Thomas Law (1790-1876), chancelier du diocèse de Lichfield
- George Law (1794-1811)
- Henry Law (1797-1884), doyen de Gloucester
- Robert Vanbrugh Law (1799-1884), ecclésiastique
- Jane Waugh Law (1801-1843), épouse le révérend. Robert Harkness
- Margaret Law (1803-1838)